# ミュージックパトロール チェキラ!
『ミュージックパトロール チェキラ!』は、NHKラジオ第1放送およびNHKワールド・ラジオ日本で2013年4月7日から2015年3月29日まで放送された若者向け音楽番組。

## 概要
10代 - 20代のリスナーに向けての、NHKのラジオ第1およびNHKワールド・ラジオ日本で唯一の若者向け音楽番組。
アイドル系からアーティスト系まで、J-POPの最新ヒット曲やアーティスト情報を紹介し、若者向けの最新洋楽ヒットも網羅するとともに、次のヒット曲や、おすすめアーティストを先どりして紹介する、今のミュージックシーンを、いわば「Check it up」する番組。
毎回、シーンの第一線で活躍中のアーティスト1組に、じっくりインタビューするコーナーでは、スタジオではなく、アーティストのもとへパーソナリティが直接訪問して収録する。
また、月1回ニューヨークから現地リポーターの青池奈津子が『ニューヨーク エンターテインメント情報』コーナーで海外エンターテインメント情報を紹介する。
なお、NHK名古屋放送局のみNHK民放ラジオ共同キャンペーン＼ラジオ きいてみた／の『君の夢をかなえよう!夢ラジオ』の為2013年9月22日 - NHK民放ラジオ共同キャンペーン＼ラジオ きいてみた／の期間中までNHK名古屋放送局だけ休止した。
2015年3月をもって終了し、4月から土曜日の19時台に放送する『歌え!土曜日 Love Hits』に移行する。

## パーソナリティ
- 小野寺結衣（2013年4月6日 - 2013年9月29日）
- 浅賀優美（2013年10月7日 - 2014年3月30日）
- 寺田ちひろ、玉木碧（2014年4月6日 - 2015年3月）[5]

## 関連番組
- ウエンズデー J-POP
- ミュージックライン
- ぼくらの青春 J-POP 平成ミュージック・グラフィティー